# 송호근
송호근(1956년 1월 4일 ~)은 대한민국의 교수이다.

## 생애
1956년 1월 4일생으로 경북 영주에서 태어났다. 서울대학교 사회학과를 졸업하고 같은 대학원에서 석사를 마쳤다. 1989년 미국 하버드대학교에서 박사 학위를 받았다. 1994년 서울대학교 사회학과에 임용돼 학과장과 사회발전연구소 소장 등을 역임했다. 1998년 스탠퍼드대 후버연구소 방문 교수, 2005년 캘리포니아대(샌디에이고) 초빙교수를 지냈다. 서울대학교 석좌교수, 포항공과대학교(포스텍) 석좌교수를 지냈다. 2022년 한림대 도헌학술원 원장과 석좌교수로 부임하였다.  감사원 자문위원장, 유엔인권센터 이사장 등을 역임하였다. 현재 중앙일보 칼럼니스트이다.
주요 저서로는 한국인의 기원을 밝힌 탄생 3부작: [인민의 탄생: 공론장의 구조변동](2011), [시민의 탄생: 조선의 근대와 공론장의 지각변동](2013), [국민의 탄생: 식민지 공론장의 구조변동](2020)이 있다. 그밖에 [적대정치 엔솔러지](2025), [지성의 몰락](2023), [정의보다 더 소중한 것](2021), [혁신의 용광로](2018), [가 보지 않은 길](2017), [기업시민의 길] (공편, 2019), [나는 시민인가](2015), [그들은 소리내 울지 않는다](2013), [이분법 사회를 넘어서](2012), [위기의 청년세대](2010), [독안에서 별을 헤다] (2009), [복지국가의 태동: 민주화, 세계화, 그리고 한국의 복지정치](2006), [한국의 평등주의, 그 마음의 습관](2005), [한국 어떤 미래를 선택할 것인가?](2005), [한국사회 무슨 일이 일어나고 있나?](2003) 등 40여 편이 있다. 또한 소설 [강화도](2017), [다시, 빛 속으로](2018), [연해주](2024)를 출간했다. 한림대 일송상(2013), 이병주 국제문학상 (2017), 지훈학술상(2024) 등을 수상했다.
저서
- 시장과 복지정치(1997)
- 또 하나의 기적을 향한 짧은 시련(1998)
- 정치 없는 정치시대(1999)
- 의사들도 할말 있었다(2001)
- 세계화와 사회정책(2001)
- 한국, 무슨 일이 일어나고 있나(2003)
- 나타샤와 자작나무(2005)
- 한국사회의 변동과 연결망(편저,2006)
- 독 안에서 별을 헤다(2009)
- 인민의 탄생(2011)
- 시민의 탄생(2013)
- 나는 시민인가(2015)
- 혁신의 용광로(2018)
- 국민의 탄생(2020)
- 정의보다 더 소중한 것(2021)
- 지성의 몰락(2023)
- 적대정치 앤솔러지(2025)

## 평가
송호근은 이념적으로 중도파로 평가되고 있다